# Ching Shih
Ching Shih, Zheng Shi (ur. 1775, zm. 1844), znana również jako Zheng Yisao (chin. upr. 郑一嫂, chin. trad. 鄭一嫂, pinyin Zhèng Yīsǎo) – chińska piratka.

## Życiorys
Jej imię oznacza dosłownie Wdowa po Zhengu i odnosi się do jej męża Zheng Yi, również pirata, który porwał ją, a następnie poślubił w 1801 roku. Przed ślubem pracowała jako prostytutka w jednym z portowych domów publicznych w Kantonie. Znana wówczas była pod imieniem Shi Yang.
Wraz z mężem dowodziła wielką piracką flotą działającą u chińskich wybrzeży. Gdy 16 listopada 1807 roku Zheng Yi zginął na morzu podczas tajfunu, jego żona sama stanęła na czele floty. Pod jej komendą znajdowało się 1500 okrętów i ponad 60 000 piratów. Jej flota przejęła całkowitą kontrolę nad południowymi wodami Chin, stwarzając poważne zagrożenie dla interesów dworu w Pekinie, który zwalczał ją wspólnie z Portugalczykami i Brytyjczykami. Flota Ching Shih, znana pod nazwą Floty Czerwonej Flagi napadała na statki kupieckie i łupiła nadbrzeżne miasta; w styczniu 1808 roku u wybrzeży prowincji Guangdong rozgromiła wysłaną przeciw niej cesarską flotę.
Wśród swoich podwładnych wprowadziła żelazną dyscyplinę. Za nieposłuszeństwo rozkazom dowódców floty, rabowanie miast, które regularnie płaciły trybut piratom, oraz gwałcenie pojmanych kobiet groziła kara śmierci; próbę ucieczki karano ucięciem ucha.
Ostatecznie w 1810 roku Ching Shih zdecydowała się na porzucenie pirackiego procederu w zamian za oferowaną jej amnestię. Ani ona, ani jej ludzie nie ponieśli jakiejkolwiek kary. Po amnestii poślubiła swego przybranego syna Cheung Po Tsaia (Zhang Baozaia) i otworzyła kasyno oraz lupanar w Kantonie. Jako jego właścicielka dożyła wieku 69 lat.

## Obecność w kulturze
Postać Ching Shih wykorzystywano w tradycyjnych chińskich grach, a jej opisywano w licznych powieściach i kilku filmach, m.in. Piraci z Karaibów: Na krańcu świata, w którym grana była przez Takayo Fischer. Jest bohaterką opowiadania Jorge'a Luisa Borgesa Wdowa Cing, herszt piratów należącego do tomu Powszechna historia nikczemności (1935).